# Sorrento 1945
Die ASD Sorrento 1945 (kurz Sorrento 1945, ehemals Sorrento Calcio) ist ein 1945 gegründeter italienischer Fußballverein aus der kampanischen Stadt Sorrent. Aktuell spielt Sorrento 1945 in der Serie C, der dritten italienischen Liga.
Der Verein trägt seine Heimspiele im rund 3.600 Zuschauer fassenden Stadio Italia aus.

## Geschichte
Sorrento Calcio wurde im Jahre 1945, also kurz nach dem Ende des Zweiten Weltkrieges, gegründet. Zunächst spielte der Verein in unterklassigen Ligen. In den späten Sechzigerjahren wurde Sorrento Calcio erstmals einem breiteren Publikum bekannt, als man in die Serie D, damals die vierthöchste Spielklasse im italienischen Fußball, aufstieg. Dort schossen die Spieler von Sorrento Calcio die meisten Tore aller Mannschaften in dieser Spielklasse und es gelang gleich in der ersten Saison der Aufstieg in die Serie C vor dem FC Turris. Da die beiden Teams punktgleich an der Tabellenspitze lagen, war ein Entscheidungsspiel um den Aufstieg nötig, das Sorrent mit 1:0 gewann. In der Serie C ging die Erfolgsgeschichte von Sorrento Calcio weiter, da der Verein durch einen vierten Platz die Klasse hielt und sogar nah am Aufstiegsrang war. Dabei ließ Sorrent unter anderem heutige Erst- und Zweitligisten wie US Lecce, den FC Crotone und Pescara Calcio hinter sich, den Aufstieg sicherte sich jedoch die US Casertana, neben US Avellino einer der größten Rivalen von Sorrento Calcio. Im Folgejahr belegte Sorrento Calcio den ersten Platz in der Girona C mit einem Punkt Vorsprung vor Salernitana Calcio und konnte damit erstmals in seiner Geschichte in die Serie B, also in die zweithöchste italienische Fußballliga aufsteigen. Mit Spielern wie Giuseppe Bruscolotti, später italienischer Meister mit dem SSC Neapel, musste man allerdings durch einen vorletzten Platz direkt wieder absteigen, während die Mitaufsteiger AC Reggiana und CFC Genua sich in der Zweitklassigkeit halten konnten.
Durch diesen Abstieg sank die Popularität von Sorrento Calcio, die aufgrund des fast kometenhaften Aufstiegs vom Provinzverein zum Proficlub enorm war, da sich der Verein in den kommenden Jahren nicht wieder für die Serie B qualifizieren konnte und lange Jahre in der Serie C blieb. Als im Jahre 1978 die Serie C in die Serie C1 (dritthöchste Liga) und Serie C2 (vierthöchste Liga) unterteilt wurde, musste Sorrent in der darauffolgenden Spielzeit in letzterer Spielklasse antreten, da man in der entscheidenden Saison nur den 14. Platz in der Serie C belegt hatte und sich nur Mannschaften, die mindestens Rang 12 erreicht hatte, für die Serie C1 qualifizierten. Nach vielen Jahren im Mittelfeld der heutigen Lega Pro Seconda Divisione konnte Sorrento Calcio 1985 den Wiederaufstieg in die Serie C1 feiern, nachdem man in der Tabelle einen zweiten Platz hinter Licata Calcio belegt hatte. In der dritten Liga konnte sich Sorrento zunächst etablieren und belegte in der ersten Spielzeit nach dem Aufstieg den achten Platz. Nur ein Jahr später wurde man jedoch abgeschlagen Letzter und musste in die Serie C2 absteigen, wo man dann den fünften Platz belegte und die direkte Rückkehr in die nächsthöhere Liga verpasste. Im Jahr darauf musste sich der Verein trotz eines erreichten fünften Rangs aus der Serie C2 zurückziehen, da er finanzielle Schwierigkeiten hatte.
Dadurch war ein Neustart in der Serie D nötig. In den folgenden Jahren stieg Sorrento Calcio sogar einige Male in regionale Ligen ab, ehe 2006 die Rückkehr in die Serie C2 gelang. Im gleichen Jahr gewann der Verein auch die Coppa Italia Serie D. Wie schon in den Siebzigerjahren startete Sorrento Calcio auch dieses Mal einen Durchmarsch, der den Verein nur zwei Jahre nach dem Verlassen der Serie D wieder in die Serie C1, mittlerweile in Lega Pro Prima Divisione umbenannt, brachte. Während dieser Zeit holte Sorrento Calcio auch die Coppa Italia Lega Pro. 2013 folgte dann jedoch der Wiederabstieg in die viertklassige Lega Pro Seconda Divisione, nachdem man als Tabellenfünfzehnter gerade noch die Playout-Spiele gegen den Abstieg erreicht hatte, dort allerdings dem AC Prato unterlegen war. Und auch dort zeigte sich Sorrento Calcio nicht in guter Verfassung. Da die Liga zur Saison 2014/15 neu eingeteilt wurde, qualifizierten sich die ersten acht Teams für die Lega Pro 2014/15. Sorrento Calcio wurde jedoch nur Neunter und musste nach Niederlage gegen die US Arzanese den Gang in die Serie D eingehen. Damit verschlechterte sich Sorrento allerdings nicht wirklich, denn ab 2014 ist die Serie D wieder vierthöchste italienische Fußballliga. 2015 folgte jedoch der Abstieg in die Eccellenza, der fünften Liga. Im Jahr darauf stieg man gar in die sechstklassige Promozione ab. 2016 folgte eine Fusion mit anderen Vereinen Sorrentos und der Verein wurde in FC Sorrento umbenannt. Da man von einem der Vereine den Startplatz erhält gelangt man 2016 auch wieder in die Eccellenza. 2017 wurde der Verein in ASD Sorrento 1945 umbenannt.

## Ehemalige Spieler
- Giuseppe Bruscolotti
- Carmine Gautieri
- Ciro Immobile
- Antonio Mirante
- Florian Myrtaj
- Gilberto Noletti
- Paulo Sérgio Betanin
- Massimo Rastelli
- Gennaro Ruotolo
- Paolo Zanetti

## Ehemalige Trainer
- Giuseppe Papadopulo
- Maurizio Sarri
- Roberto Sosa
- Giancarlo Vitali

## Erfolge
- Serie C: 1970/71
- Serie C2: 2006/07
- Serie D: 1968/69, 2005/06
- Coppa Italia Lega Pro: 2008/09